# ГЕС Аккатс
ГЕС Аккатс (швед. Akkats kraftstation) — гідроелектростанція на півночі Швеції. Знаходячись між ГЕС Ранді (вище за течією) та ГЕС Летсі, входить до складу каскаду на Лілла-Лулеельвен, найбільшої (правої) притоки річки Лулеельвен, яка впадає в Ботнічну затоку Балтійського моря біля міста Лулео.
У межах проєкту річку перекрили кам'яно-накидною греблею висотою 21 метр, що створює підпір в озері-водосховищі Vaikijaure з припустимим коливанням рівня поверхні в діапазоні 1,5 метра.
Підземний машинний зал станції спорудили біля греблі у лівобережному масиві. Його обладнали однією турбіною типу Каплан потужністю 150 МВт, яка при напорі у 46 метрів забезпечувала виробництво 565 млн кВт·год електроенергії на рік. У 2002 році на ГЕС сталась аварія, після якої вдалося відновити роботу гідроагрегату лише на 80 % проєктного показника. Тому у 2008-му власник станції ухвалив рішення замінити агрегат на два з тією ж сукупною потужністю, що одночасно дозволяло збільшити річного виробітку до 590 млн кВт·год.
Відпрацьована вода повертається в річку через відвідний тунель довжиною 2 км.
Диспетчерський центр для управління всім каскадом компанії Vattenfall на Лулеельвен знаходиться у Vuollerim.